# Astarte quadrans
Astarte quadrans är en musselart som beskrevs av Gould 1841. Astarte quadrans ingår i släktet Astarte och familjen Astartidae. Inga underarter finns listade i Catalogue of Life.